# Jacques Clément Wagrez
Jacques Clément Bernard Wagrez né à Paris le 11 janvier 1850 et mort dans la même ville le 11 septembre 1908 est un peintre, illustrateur et décorateur français.

## Biographie
Fils du portraitiste Edmond Wagrez (d), avec lequel il commence à étudier, Jacques Clément Wagrez suit les cours des Beaux-Arts de Paris dans l'atelier d'Isidore Pils, puis celui d'Henri Lehmann Il s'inscrit ensuite à l'atelier de Jules Eugène Lenepveu avant de partir en Italie où il effectue son Grand Tour. La Renaissance vénitienne et florentine vont l'inspirer dans ses sujets et ses décors.
En 1870, il envoie au Salon ses premières aquarelles et des portraits qui lui vaudront une certaine notoriété. Peintre à la mode, on lui passe commande de décorations intérieures de palais et d'hôtels particuliers parisiens et quelques ouvrages délicatement illustrés.
Membre de la Société des artistes français, il est officier des Palmes académiques.

## Œuvre
- Éros, 1876, localisation inconnue[6]
- L'Éducation d'Achille par le Centaure, 1878, Aurillac, Musée d'art et d'archéologie
- La Fête de mai, Florence, 1887, localisation inconnue[6]
- Le Jugement de Pâris, localisation inconnue[6]
- Catherine Cornaro, reine de Chypre, localisation inconnue[6]
- Proclamation d’un édit à Venise au XVe siècle, 1891, localisation inconnue[6]
- Dionysos sur l'ile de Naxos, 1875, localisation inconnue[6]
- Vénitienne au bord de la lagune, 1906, localisation inconnue[6]
- Promenade médiévale, 1899, localisation inconnue[6]
- Mademoiselle Hélène Gonthier,  1890, 119 × 90 cm, Dijon, musée des Beaux-Arts.
- Portrait d'Odette, 1891, Huile sur toile, Collection Nouveau Musée national (Monaco), Inv. 1936.226
- Femme à l'éventail, 1893, Huile sur toile, Collection Nouveau Musée national (Monaco), Inv. 1936.245

### Livres illustrés
- William Shakespeare : Roméo et Juliette, 1888
- Boccace : Le Décaméron, Librairie Artistique G. Boudet, 1889
- Honoré de Balzac : Les Cent Contes drolatiques, dessins en eaux-fortes par Frédéric-Émile Jeannin, Philadelphie, George Barrie & Son, 1897
- Pierre Louÿs : Byblis changée en larmes, Paris, Borel, 1898
- Théodore de Banville : Gringoire, Librairie Conquet, H. Carteret et Cie, 1899.